# ATP de Bogotá
O ATP de Bogotá – ou Claro Open Colombia, na última edição – foi um torneio de tênis profissional masculino, de categoria ATP World Tour 250.
Realizado em Bogotá, capital da Colômbia, estreou em 1994, teve dois períodos de hiatos, retornou em 2013 e durou três edições. Em 2016, foi substituído pelo ATP de Los Cabos Os jogos eram disputados em quadras duras durante o mês de julho.

## Finais

### Simples
| Ano                                     | Campeão          | Vice-campeão       | Resultado       |
| --------------------------------------- | ---------------- | ------------------ | --------------- |
| 2015                                    | Bernard Tomic    | Adrian Mannarino   | 6–1, 3–6, 6–2   |
| 2014                                    | Bernard Tomic    | Ivo Karlović       | 7–65, 3–6, 7–64 |
| 2013                                    | Ivo Karlović     | Alejandro Falla    | 6–3, 7–64       |
| Torneio não realizado entre 2012 e 2002 |                  |                    |                 |
| 2001                                    | Fernando Vicente | Juan Ignacio Chela | 6–4, 7–66       |
| 2000                                    | Mariano Puerta   | Younes El Aynaoui  | 6–4, 7–65       |
| Torneio não realizado em 1999           |                  |                    |                 |
| 1998                                    | Mariano Zabaleta | Ramón Delgado      | 6–4, 6–4        |
| 1997                                    | Francisco Clavet | Nicolás Lapentti   | 6–3, 6–3        |
| 1996                                    | Thomas Muster    | Nicolás Lapentti   | 6–7, 6–2, 6–3   |
| 1995                                    | Nicolás Lapentti | Miguel Tobón       | 2–6, 6–1, 6–4   |
| 1994                                    | Nicolás Lapentti | Mauricio Hadad     | 6–3, 3–6, 6–4   |

### Duplas
| Ano                                     | Campeões                              | Vice-campeões                           | Resultado          |
| --------------------------------------- | ------------------------------------- | --------------------------------------- | ------------------ |
| 2015                                    | Édouard Roger-Vasselin Radek Štěpánek | Mate Pavić Michael Venus                | 7–5, 6–3           |
| 2014                                    | Sam Groth Chris Guccione              | Nicolás Barrientos Juan Sebastián Cabal | 7–65, 36–7, [11–9] |
| 2013                                    | Purav Raja Divij Sharan               | Édouard Roger-Vasselin Igor Sijsling    | 7–64, 7–63         |
| Torneio não realizado entre 2012 e 2002 |                                       |                                         |                    |
| 2001                                    | Mariano Hood Sebastián Prieto         | Martín Rodríguez André Sá               | 6–2, 6–4           |
| 2000                                    | Pablo Albano Lucas Arnold Ker         | Juan Balcells Mauricio Hadad            | 7–64, 1–6, 6–2     |
| Torneio não realizado em 1999           |                                       |                                         |                    |
| 1998                                    | Diego del Río Mariano Puerta          | Gábor Köves Eric Taino                  | 6–7, 6–3, 6–2      |
| 1997                                    | Luis Lobo Fernando Meligeni           | Karim Alami Maurice Ruah                | 6–1, 6–3           |
| 1996                                    | Nicolás Pereira David Rikl            | Pablo Campana Nicolás Lapentti          | 6–3, 7–6           |
| 1995                                    | Jiří Novák David Rikl                 | Steve Campbell MaliVai Washington       | 7–6, 6–2           |
| 1994                                    | Mark Knowles Daniel Nestor            | Luke Jensen Murphy Jensen               | 6–4, 7–6           |